# 墨西哥自由党

墨西哥自由党旗帜

墨西哥自由党标志

墨西哥自由党（西班牙語：Partido Liberal Mexicano，缩写为PLM）是墨西哥历史上的一个极左翼政党。该党成立于1905年9月28日。里卡多·弗洛雷斯·马贡担任该党主席，并积极宣传和实践其政治理念——马贡主义（无政府共产主义的一个流派）。1918年，该党瓦解。